# 니콜라 카비보
니콜라 카비보(이탈리아어: Nicola Cabibbo, 1935년 4월 10일 ~ 2010년 8월 16일)는 이탈리아의 물리학자이며, 약한 상호작용에 관련한 활동으로 유명하다. 1983년부터 1992년까지 이탈리아 핵물리연구소 (Istituto Nazionale di Fisica Nucleare)의 소장으로 활동하였다. 1993년부터 교황청 과학원장 (Pontifical Academy of Sciences)의 자리에 있었다. 2010년 8월 16일에 로마에서 사망하였다.

## 참고 문헌
1. ↑  “伊 저명 물리학자 카비보 타계”. 연합뉴스. 2010년 8월 17일. 2010년 8월 17일에 확인함.[깨진 링크(과거 내용 찾기)]